# Гюнтер фон Погрелль
Гюнтер фон Погрелль (нім. Günther von Pogrell; 5 червня 1879, Нассадель — 8 липня 1944, Бад-Райхенгалль) — німецький офіцер, генерал кінноти вермахту.

## Біографія
Представник знатного сілезького роду. Навесні 1899 року вступив в Прусську армію. Учасник Першої світової війни. Після демобілізації армії залишений в рейхсвері. З 1 жовтня 1933 по 1 жовтня 1935 року — командир 2-ї кавалерійської дивізії. З 16 травня 1936 року — інспектор кавалерії. 28 лютого 1938 року вийшов у відставку.
16 вересня 1939 року призваний на службу і призначений командиром 587-го тилового району. З 10 січня 1940 року — старший польовий комендант 670, з 15 лютого 1940 року — 587. З 5 березня 1940 по 1 квітня 1942 року — командир 32-го вищого командування. 31 травня 1942 року звільнений у відставку.

## Звання
- Фанен-юнкер (весна 1899)
- Лейтенант (18 серпня 1900; патент від 30 січня 1900)
- Оберлейтенант (18 жовтня 1909)
- Ротмістр (1 жовтня 1913)
- Майор (1 липня 1922)
- Оберстлейтенант (1 лютого 1928)
- Оберст (1 лютого 1931)
- Генерал-майор (1 жовтня 1933)
- Генерал-лейтенант (1 червня 1935)
- Генерал кінноти (1 жовтня 1936)

## Нагороди
- Орден Корони (Пруссія) 4-го класу
- Залізний хрест 2-го і 1-го класу
- Орден Генріха Лева 4-го класу
- Хрест «За заслуги у війні» (Саксен-Мейнінген)
- Почесний хрест (Ройсс) 3-го класу з мечами і короною
- Хрест «За військові заслуги» (Ліппе)
- Хрест «За військові заслуги» (Австро-Угорщина) 3-го класу з військовою відзнакою
- Нагрудний знак «За поранення» в чорному
- Хрест «За вислугу років» (Пруссія)
- Почесний хрест ветерана війни з мечами
- Медаль «За вислугу років у Вермахті» 4-го, 3-го, 2-го і 1-го класу (25 років)